# Национальный музей трамвая
Национальный музей трамвая, Национальный трамвайный музей (англ. National Tramway Museum, также англ. Crich Tramway Village) — музей под открытым небом, находящийся в городе Крич (англ. Crich), Англия. Трамваи, которые размещаются в музее, задействуются на улицах разных городов страны. Большинство трамваев в музее использовались в Великобритании до 1960-х годов. Многие экспонаты музея были сохранены и восстановлены.
Благодаря большому количеству экспонатов (свыше 60), представленных в музее, входит в число одной из самых крупных коллекций трамваев. Вниманию посетителей представлены модели на электричестве и пару, включая созданные в период с 1900 по 1930 год. Все они поддерживаются в рабочем состоянии, и у клиентов есть возможность на них прокатиться.

## История
До Второй Мировой войны трамваи являлись важным видом общественного транспорта во многих городах Англии и за её пределами. После крупнейшего вооружённого конфликта трамваи постепенно стали терять популярность.  Большинство трамвайных сетей в Соединенном Королевстве были закрыты к 1962 году. Только один трамвай (Blackpool) по данным на начало апреля 2017 года всё еще работает.
Изначально музей обслуживался волонтёрами и носил название Crich Tramway Village. В 1980 году также стал именоваться Национальным трамвайным музеем. В 1990-м был удостоен награды Совета по музеям, библиотекам и архивам (англ. Museums, Libraries and Archives Council), отметившего профессиональную работу. В 1995-м, когда музей отмечал своё пятидесятилетие, количество экспонатов превысило отметку в 60 трамваев, а сама организация внесла значительный вклад в освящение истории этого вида транспорта в стране.
В 1963 году Национальный трамвайный музей получил статус благотворительной организации. В тот же год в одной из достопримечательностей города Дерби, Зале Заседаний (англ. Assembly Rooms), произошёл пожар, распространившийся на фасад. Его уцелевшие части были переданы данному музею.